# Detta Zilcken
Henritte „Detta“ Zilcken (geboren am 24. März 1873 in Köln; gestorben am 15. März 1907 ebenda) war eine deutsche Journalistin.

## Leben
Detta Zilcken war eine Tochter des Kaufmanns Fritz Zilcken (1846–1917). Ab 1893 arbeitete sie für die Straßburger Post und ab 1894 für die Kölnische Zeitung. Sie schrieb Kunst- und Literaturkritiken und veröffentlichte in der Zeitung auch eigene literarische Beiträge. Sie schrieb die Novellen Wunsch und Peter Mathias. Zilcken hielt sich in München, in Paris und in London auf. Sie schrieb Feuilletons für die Frankfurter Zeitung. Zilcken begann 1906 an der Universität Heidelberg ein Studium der Geschichte und der Volkswirtschaftslehre, sie erkrankte und starb bereits im Folgejahr. Ihr Aufsatz über die Kathedrale von Saint-Denis erschien postum in Kunst und Künstler.

## Schriften (Auswahl)
- Madame Récamier. Ein Frauenleben aus der Empirezeit. Nach neuen Quellen dargestellt. In: Westermanns Monatshefte, 1906, Band 100, S. 230–241; Textarchiv – Internet Archive.
- Die Königsgräber von Saint Denis. In: Kunst und Künstler, 1907, S. 496–503.
- Aus meiner Einsamkeit. Feuilleton. In: Frankfurter Zeitung. Mit einem Nachruf der Frankfurter Zeitung. Wieder abgedruckt in: Rigasche Rundschau, 27. Oktober 1907, S. 1; dom.lndb.lv (PDF).